# 柯拉·迪·里恩佐
尼古拉·加布里尼（義大利語：Nicola Gabrini，1313年—1354年10月8日），又名柯拉·迪·里恩佐（義大利語：Cola di Rienzo），意大利政治领导人，自称为“罗马人民的平民保民官”。他毕生倡导废除教皇的世俗权力并实现意大利统一。这些事业导致科拉在19世纪重新成为自由民族主义领袖中的标志性人物，他们将他视为19世纪意大利统一运动的先驱。德国作曲家理察·瓦格纳曾以他为原型谱写歌剧《黎恩济》。